# Videoland (荷兰)
Videoland是RTL Nederland旗下的一家荷兰OTT在线服务提供商。最初它是一家连锁影碟出租商。它的主要竞争对手是Netflix 。

## 历史
Videoland由尼克·布罗尔森与杰拉德·范斯蒂恩创立，并于1984年开设首间影碟租赁店。1992年至1996年间，飞利浦为Videoland的所有者，并负责Videoland在荷兰地区的管理。 2004年，第200家店开业。 
到2000年代末，由于视频点播服务的兴起，影碟租赁店面临越来越大的压力。Videoland的母公司Entertainment Retail Group于2010年申请破产保护。Videoland的公式与特许经营权随后被Moving Pictures Holding收购。

## 视频点播服务
Videoland on Demand于2010年推出，RTL Nederland在2013年获得此服务的六成五份额（2015年起由RTL Nederland全资拥有）。影碟出租服务随之终止。
2015年起，Videoland开始在其VOD平台上供应自制节目。

## 所获奖项
- 2018 年秋季，Videoland凭借《Mocro Maffia》系列获得 Hashtag奖的“最佳视频点播”类别[4]。
- 2020年5月，Videoland凭借法姆克·路易丝的纪录片《Bont Girl》获得了最佳社会奖中的“最佳积极影响”和“最佳发布”两项奖项[5]。